# Mieczysław Surzyński
Mieczysław Surzyński (* 22. Dezember 1866 in Środa Wielkopolska; † 11. September 1924 in Warschau) war ein polnischer Organist und Komponist.
Surzyński entstammte einer Musikerfamilie, sein Vater war ebenso wie drei seiner Brüder Organist. Er studierte von 1885 bis 1887 am Berliner Konservatorium Orgel bei Otto Dienel und Komposition bei Ludwig Bussler und Robert Radecke. Er setzte seine Ausbildung in Leipzig bei Paul Homeyer und Salomon Jadassohn fort und studierte schließlich in Regensburg Kirchenmusik.
Er ließ sie dann in Posen nieder, wo er unterrichtete sowie als künstlerischer Leiter der Musikalischen Gesellschaft und Organist an der Kathedrale wirkte. 1891 wurde er Leiter des Kirchenchores im lettischen Liepāja, von 1893 bis 1900 war er Chordirektor an der Kathedrale von Sankt Petersburg. Bis 1904 war er Chorleiter an der Kathedrale und am Priesterseminar in Saratow und Professor an der Kaiserlichen Musikschule.
Nach einem Jahr in Kiew zog er 1904 nach Warschau und war dort von 1906 bis 1909 Chordirigent der Warschauer Philharmonie. Von 1906 bis zu seinem Tod war er Professor für Orgel, nach dem Tod Zygmunt Noskowskis 1909 auch für Kontrapunkt an der Musikhochschule in Warschau. Außerdem war er ab 1909 Organist an der Johanneskathedrale. Als Komponist trat er überwiegend mit romantischen Orgelwerken hervor, deren bekannteste die Improvisationen über Święty Boże und sein Orgelkonzert, das lange als verloren gegangen galt, sind.